# Dinkelsbühl
Dinkelsbühl é uma cidade medieval histórica da Baviera, Alemanha. Ela está localizada no distrito de Ansbach, norte de Aalen. Sua população é de cerca de onze mil habitantes (2005).
Dinkelsbühl é um dos complexos urbanos medievais mais preservados do país. A cidade possui uma igreja evangélica e duas igrejas católicas romanas. As muralhas que cercam a cidade exibem quatro torres: Wörnitzer,Nördlingen, Seringer e Rothenburger Tor, quase todas intactas.
Fortificada pelo Imperador do Sacro Império Romano, Henrique V, Dinkelsbühl recebeu em 1305 os mesmos direitos municipais de Ulm, e obteve em 1351 a posição de cidade livre do Sacro Império Romano, mantida até 1802, quando ela passou a pertencer à Baviera. Seu código municipal, o Dinkelsbühler Recht, publicado em 1536, e revisado em 1738, contém uma extensiva coleção de leis públicas e privadas.
Todo ano Dinkelsbühl comemora a rendição da cidade para as tropas suecas durante a Guerra dos 30 anos. Apresentada por diversos habitantes da cidade, tem sido apresentada todo verão nos últimos 20 anos, atraindo muitos turistas. A encenação mostra tropas suecas atacando os portões da cidade e crianças vestindo trajes tradicionais vindo presenciar o evento.

## Locais de interesse
O bairro residencial é composto por casas com madeirame à vista e o mais belo exemplo deste conjunto é a Deutsches Haus, que fica em frente à igreja de São Jorge. Erguida no final do século XV e início do século XVI, a residência pertenceu à família Drechsel-Deufstetten e hoje abriga um hotel restaurante.
A igreja de São Jorge, em estilo gótico tardio, conta com nave tripla sem transepto. Junto com o presbitério, forma um grande conjunto que se destaca pela rede de abóbadas. Entre os valiosos objetos de seu interior destacam-se o púlpito, a pia batismal (que data de cerca de 1500) e o crucifixo do altar-mor, atribuído a Michael Wolgemut. Do alto da torre da igreja pode-se ter uma linda vista da cidade.
Em Turmgasse fica o palácio barroco da Ordem Teutônica, erguido em 1760–1764 por Mathias Binder.

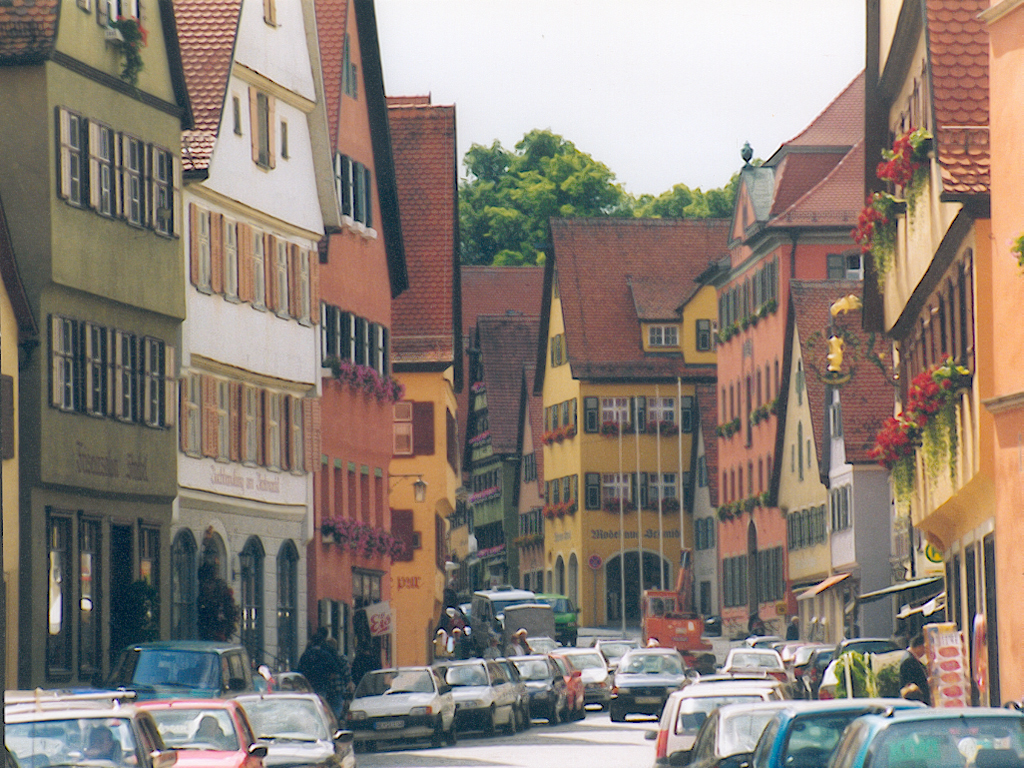
Parte antiga da cidade
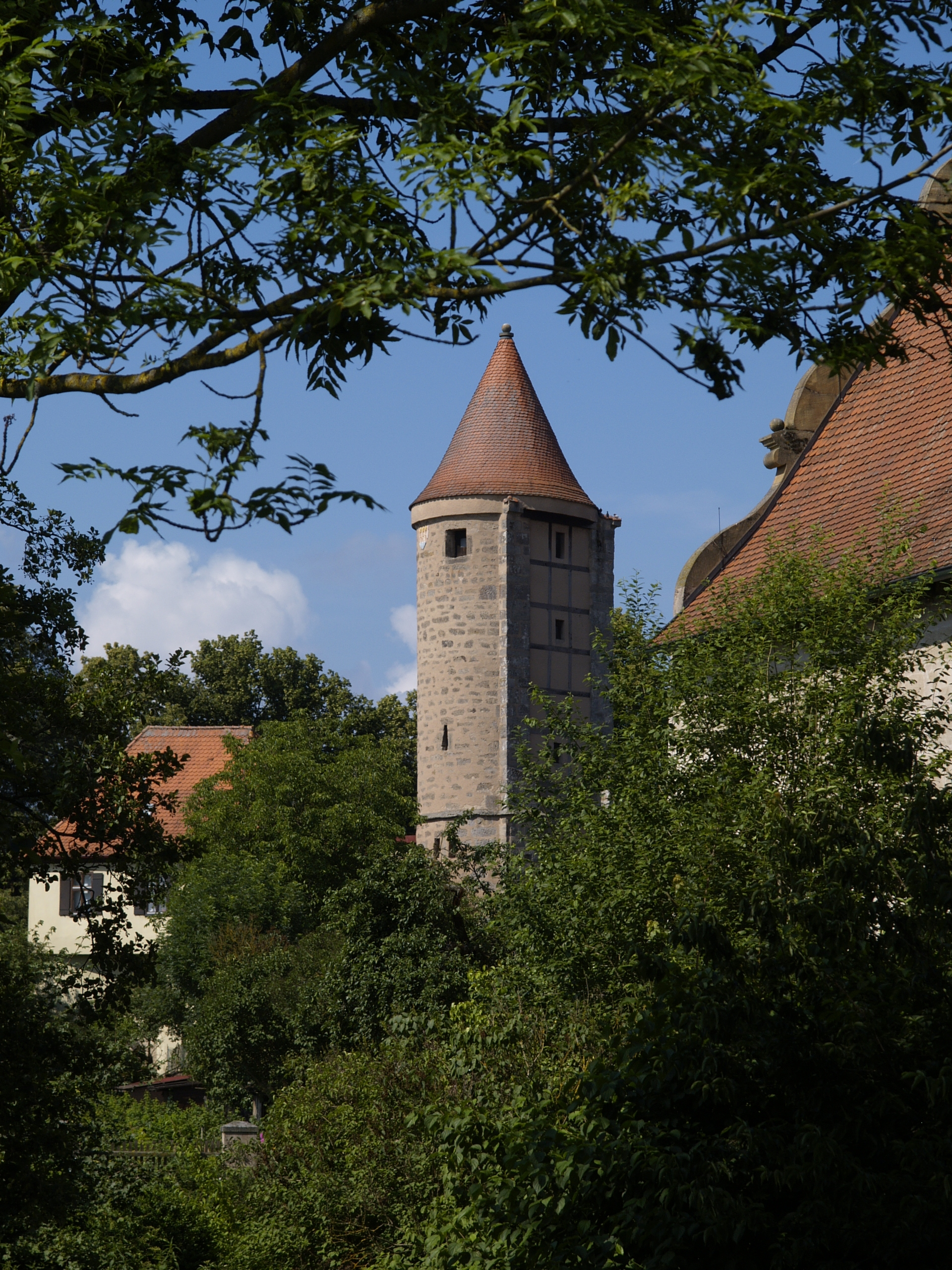
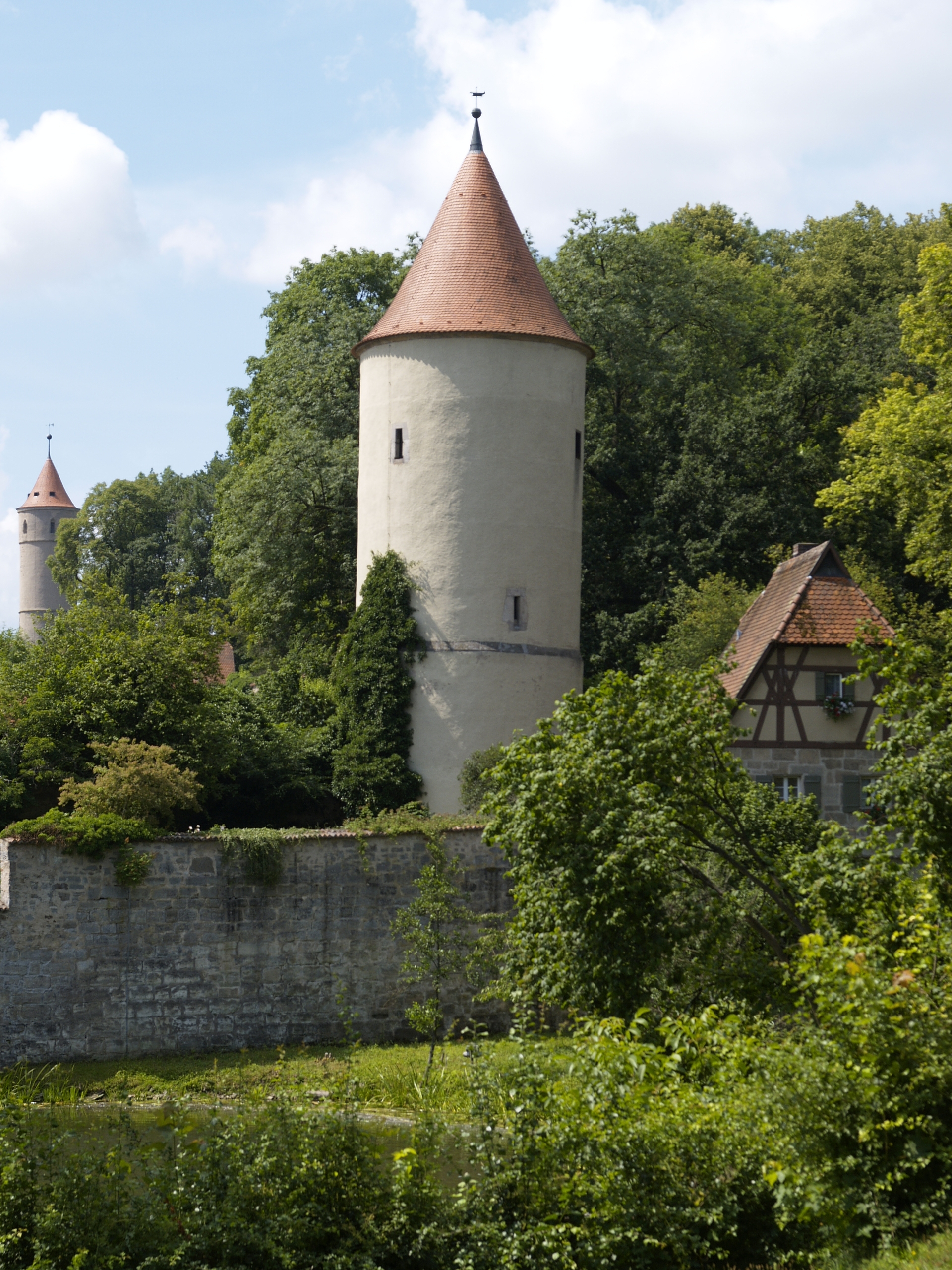